# Diferença ontológica
Na filosofia de Martin Heidegger, a diferença ontológica (ontologische Differenz), também chamada diferença ôntico-ontológica (ontisch-ontologische Differenz), refere-se à diferença entre ser e ente. Heidegger usou o termo pela primeira vez em uma palestra no semestre de verão de 1927. Em sua obra principal, Ser e Tempo, publicada no mesmo ano, o termo ainda não aparece explicitamente, mas a ideia associada ao termo já está implicitamente descrita ali.

## Três características
A fim de explicar a diferença ontológica entre ser e ente, pode-se provisoriamente representar o que Heidegger quer dizer com ser, primeiro separando-o de acordo com dois pontos de vista:

### Compreender
Em seu trabalho Ser e Tempo, Heidegger usa o ser para designar, por um lado, o horizonte de compreensão com base no qual nos encontramos no ente intra-mundano. Toda relação de compreensão com o entre intra-mundano deve mover-se dentro de um tal horizonte contextual, dentro do qual o ente primeiro se torna manifesto. Assim como no dado o dar e aquilo que dá não são manifestos, mas a relação de ambos permanece não temática, o ser é o pressuposto não temático para o ente. O conceito de compreender é extremamente amplo aqui e também inclui lidar com coisas práticas, que são possíveis sem uma compreensão teórica explícita; além disso, estados como o medo de coisas supostamente prejudiciais também podem ser considerados sob a compreensão. Assim, “compreender” significa todas as relações entre as coisas do mundo.
A diferença ontológica marca a diferença entre o horizonte de compreensão e o encontro com o ente. Ela marca a diferença para que o horizonte de compreensão possa se tornar um tema em primeiro lugar. A diferença ontológica separa o ser e o ente para a tematização filosófica. Isto significa que “na realidade”, é claro, nunca o ser ocorre sem um ente. O ser permanece, assim, sempre o ser de um ente. Eis por que uma diferença entre ser e ente existe, embora ambos nunca possam ocorrer separadamente um do outro. Como os dois nunca ocorrem separadamente, o ser não é tematizado enquanto tal. Disso, embora o ser se mostre enquanto o mais próximo, porque já é sempre antecedente e concomitante no lidar com o mundo; por outro lado, mostra-se enquanto o mais distante, porque nunca se torna explícito enquanto não-temático.

### Significação ontológica
No entanto, descrever o ser apenas enquanto um horizonte de compreensão perde a dimensão ontológica do conceito. Porque “ser” designa o que é. O ser, então, não é uma representação que temos das coisas e depois, por assim dizer, jogamos por sobre as coisas para que se tornem compreensíveis para nós dentro do mundo. Pelo contrário, o ser e a compreensão são inseparáveis: somente o que é compreendido também é, e tudo o que é, é compreendido. Isto significa o fato de que o mundo não consiste de objetos singulares, mas é uma totalidade significativa na qual as relações entre as coisas já sempre foram formadas. Não se pode remontar além dessas relações. Com esta ênfase da compreensão do sentido, Heidegger rejeita acima de tudo as representações da Epistemologia. Esta última sempre havia perguntado como algo é conhecido no espaço e no tempo, ou seja, como um objeto completamente sem-relação pode se mostrar a um sujeito. Por exemplo: Como é possível reconhecer este cubo no espaço e no tempo? Agora, porém, o mundo é determinado precisamente por suas relações de sentido, que não podem ser construídas a partir de coisas posteriores, mas devem preceder a compreensão de cada coisa, para que possamos, em primeiro lugar, entendê-la como coisa (ferramenta, etc.). O incompreensível é, portanto, também envolvido no ser, exatamente como o que se distingue por sua falta de sentido e relação.

### Exemplo
Em sua preleção de 1929/30, Os conceitos fundamentais da metafísica, Heidegger explica a diferença ontológica em termos da afirmação “A lousa está mal posicionada”. Ele deixa claro que este juízo não deve ser entendido com relação a um sujeito, mas obviamente todos no auditório podem reconhecer o estado objetivamente mal posicionado da lousa, mesmo que isso não o afete pessoalmente. O estado mal posicionado da lousa não é uma propriedade que esteja de alguma forma presa à lousa, mas resulta do fato de que já sempre de antemão tivemos em mente o auditório enquanto um todo. Mas este conjunto também inclui a nós mesmos e as outras coisas e pessoas no auditório. É somente em relação a este todo que a lousa se mantém mal posicionada. Ao mesmo tempo, este todo, enquanto um contexto de significação, já precede cada coisa individual, que somente dentro deste todo se encontra em uma relação significativa com outras coisas. Ou seja, o todo não é primeiro constituído pela soma de suas partes. O ser do ente (a lousa) está, então, mal posicionado.
A partir daí fica claro que ente não significa mera matéria, pois isso seria apenas uma massa amorfa indeterminada em extensão e unidade. Por outro lado, o conceito de ente, quando se refere à lousa, deve indicar que sempre falamos de algo que é percebido por nós como algo em sua unidade de algum tipo. Além disso, o fato de que qualquer determinação da lousa como um objeto material já seria uma fixação ontológica, ou seja, diria algo sobre o ser do ente. A diferença ontológica, entretanto, inicialmente quer se abster de tais fixações: É precisamente a separação metódica do ser e do ente que supostamente abre a possibilidade de uma determinação refletida de ambos. Por esta razão, no presente exemplo, não podemos falar de um sujeito para o qual a lousa está mal posicionada, pois então o ser do ente já seria determinado como um objeto para um sujeito.

### Dificuldade de representação linguística
Se, através da ênfase na diferença ontológica, “o ser” se torna o tema, ele é ao mesmo tempo perdido, porque “o ser” não é algo que acontece no mundo (assim como o ente). Este problema também é evidente em nível linguístico: usando o substantivo “ser”, parece que o ser é uma coisa intra-mundana. Este é um problema que toda representação do ser, mesmo a não-linguística, traz consigo e que tem levado a muitos mal-entendidos na recepção de Heidegger. Heidegger tentou evitá-lo, por exemplo, dizendo “dá-se ser”, “o ser se dá” em vez de “o ser é”. Pois com o é se diz algo sobre um ente que é. O ser precisamente não é o ente.
A diferença ontológica pode ser iluminada de três perspectivas: como a diferença entre ser e ente, entre ôntico e ontologia, e como diferença hermenêutica.

### Diferença de ser e ente
“Ser é a cada vez o ser de um ente”, mas não é redutível a ele: “O ser do ente ‘não é’ ele mesmo um ente.” A busca do ser traz sempre à luz apenas o ente. No entanto, o ser como um pano de fundo contextual continua sendo o pressuposto para o fato de que o ente é. Somente desta forma algo pode ser entendido como algo. Assim, apesar da diferença, o ser e o ente continuam relacionados um ao outro. Um não é concebível sem a outro: Sua relação consiste na identidade da diferença.

### Diferença de ôntico e ontologia
Heidegger chama o nível fenomenal do ente de ôntico, e o nível da investigação do ser de ontológico. Com fenômeno, Heidegger distingue assim entre ser e ente, e com o modo de acesso entre ôntico e ontológico. Sendo pertencente à esfera do ôntico, a filosofia do ôntico é a ontologia. A identidade da diferença que existe entre ser e ente também se encontra no nível do ôntico e da ontologia: a onticamente mais próxima é a ontologicamente mais distante: Aquilo que se encontra intra-mundanamente já é sempre compreendido, mas o horizonte de compreensão em si permanece não temático. Isto também se aplica à autocompreensão do ser humano: “O ente, o qual nós mesmos somos, é ontologicamente o mais distante”. E “o ser-aí (Dasein) não é apenas onticamente próximo ou mesmo o mais próximo – pois nós o somos sempre a cada vez nós mesmos. No entanto, ou precisamente por causa disso, é ontologicamente o mais distante.” Assim, para se ter uma ideia do que é tão familiar que escape à atenção, é preciso primeiro levá-lo a uma certa distância – para isso, a diferença ontológica deve ser enfatizada.

### Diferença hermenêutica
A diferença entre o que compreende e o que é compreendido se mostra como hermenêutica. Em Ser e Tempo, aquele que compreende (Dasein, o ser humano) se mostra tão próximo que é ao mesmo tempo aquele que compreende a si mesmo. O homem compreende o mundo em suas referências significativas e em suas referências intra-mundanas, mas geralmente o trazer à vista o seu próprio compreender fica oculto. Isto também se deve ao fato de que seu compreender sempre aprende sobre o mundo e as coisas nele contidas. Se ele agora quer entender a si mesmo, ele projeta a compreensão de ser conquistada do mundo (ou seja, “o mundo consiste de coisas”) para si mesmo e concebe a si mesmo como uma coisa. Heidegger contrapôs isso com sua concepção do ser humano como existência, o que enfatiza que o ser humano não é uma coisa, mas apenas existe na plenitude da vida.
Como toda investigação deve ser sempre precedida de um compreender, o objetivo do método hermenêutico só pode ser entrar no Círculo Hermenêutico no ponto certo para se ter a visão correta do que está sendo investigado. Para este fim, a hermenêutica segue a diferença ontológica entre ser e ente e assim descreve o caminho do círculo hermenêutico.